# Alkalna baterija
Alkalne baterije su primarne baterije. Postoje i punjive alkalne baterije.
Prve alkalne baterije razvijene su 1940. godine; bile su vrlo otrovne jer su sadržavale mnogo žive i kadmijuma, ali su nalazile primjenu zbog toga što su od baterija sa cinkovim i bakarnim elektrodama bile petostruko do osmostruko trajnije.
Katoda u alkalnim baterijama je od manganovog dioksida, a anoda je od cinka u prahu. Nazivaju se alkalnim jer je elektrolit baza (alkalan): kalijum hidroksid.
Pri poređenju s cink-karbonskim baterijama koje su razvijene od mokrog Leklanšeovog članka ili cink-hloridnim baterijama, čiji je elektrolit cink hlorid ili amonijum hlorid, veće su energijske gustine i dužeg roka trajanja od tih baterija iste voltaže. Dugmasta baterija bazirana na srebro oksidu veće je energijske gustine i kapaciteta od alkalnih, ali je znatno skuplja od alkalnih baterija iste veličine.
Osim što su većeg kapaciteta od baterija baziranih na cinku, dolaze već potpuno napunjene. Podnose pražnjenje većim strujama, dobro su otporne i visokog su temperaturnog koeficijenta.
Primjenjuje ih se u domaćinstvima sa daljinskim upravljačima, svjetiljkama, radio uređajima, digitalnim kamerama, igračkama, MP3 plejerima, CD plejerima, te ostalim audio i video prenosnim uređajima. Izrađuje ih se u obliku puceta ili cilindra.
Mogu biti opasne po okolinu i zdravlje, zbog toga što su sklone curenju opasnog kalijum hidroksida. Ovaj sastav korisnicima može da iritira kožu, oči i disajne puteve.

## Spoljašnje veze
- stručni seminari – Spremanje energije (Autor: Krešimir Trontl, FER, 11. decembar 2012)